# Tatitlek (Alaska)
Tatitlek es un lugar designado por el censo ubicado en el Área censal de Valdez–Cordova en el estado estadounidense de Alaska. En el Censo de 2010 tenía una población de 88 habitantes y una densidad poblacional de 3,38 personas por km².

## Geografía
Tatitlek se encuentra en las coordenadas 60°53′53″N 146°40′46″O / 60.89806, -146.67944. Según la Oficina del Censo de los Estados Unidos, Tatitlek tiene una superficie total de 26.06 km², de la cual 18.81 km² corresponden a tierra firme y (27.83%) 7.25 km² es agua.

## Demografía
Según el censo de 2010, había 88 personas residiendo en Tatitlek. La densidad de población era de 3,38 hab./km². De los 88 habitantes, Tatitlek estaba compuesto por el 30.68% blancos, el 0% eran afroamericanos, el 60.23% eran amerindios, el 1.14% eran asiáticos, el 1.14% eran isleños del Pacífico, el 1.14% eran de otras razas y el 5.68% pertenecían a dos o más razas. Del total de la población el 3.41% eran hispanos o latinos de cualquier raza.